# Nete
De Nete is een rivier in België in het stroomgebied van de Schelde.
Lier ligt aan de samenloop van de Grote Nete en de Kleine Nete. Zoals Felix Timmermans het uitdrukt: "waar de drie kronkelende Nethen een zilveren knoop leggen". Stroomafwaarts vanaf Lier heet de rivier gewoon Nete of ook wel Benedennete. Deze vloeit bij Rumst samen met de Dijle en vormt zo de Rupel, die uiteindelijk uitmondt in de Zeeschelde. Tot Grobbendonk is op de Kleine Nete de getijdenwerking merkbaar.
In de Benedennete, het gedeelte van Lier tot Rumst (15 km), start het Netekanaal dat de Rupel verbindt met het Albertkanaal. 
Het stroomgebied maakt deel uit van Regionaal Landschap Grote en Kleine Nete.
- De Nete is bevaarbaar tot 600 ton en vanaf Duffel tot 1350 ton.

## Toponymie
De naam Nete is van Keltische oorsprong en betekent zoiets als de walmende.
Hnita in 726, Nita in 1008, betekent waarschijnlijk de blanke, de glanzende, de heldere.

## Stroomschema
Hieronder volgt het stroomschema van de Nete.
- Nete of Beneden Nete
  - Kleine Nete, stroomopwaarts meestal Kleine Neet genoemd
    - Wolfbeek (Emblem)
    - Krekelbeek (Emblem)
      - Esbeek (Emblem)

    - Nijlenbeek (Nijlen)
    - Aa (Grobbendonk)
    - Daalmansloop (Kasterlee)
    - Breyloop (Kasterlee)
    - Wamp (Kasterlee)
    - Witte Neet (Retie)
      - Looiendse Neet (Kasterlee)
        - Klein Neetje (Retie)

      - Witte Neet (Retie)
        - Zwarte Neet (Retie)
          - Desselse Neet (ook Werbeekse Neet genoemd) (Postel)
          - Zwarte Neet (Retie)
            - Nonnen Neetje (Retie)
              - Zuidelijk Nonnenneetje (Retie)

            - Goorneetje (Retie)
            - Zwarte Neet (Postel)

        - Witte Neet (Retie)
          - Voorste Neet (Witgoor)
          - Achterste Neet (Witgoor)
          - Vleminckloop (Mol-Rauw)
          - Witte Neet (Mol-Sluis)

  - Grote Nete, op een bepaalde plaats ook Beneden Nete genoemd
    - Berlaarse Laak (Berlaar)
    - Gestelbeek
    - Hagelandse Heibeek
    - Wimp (Herlaar)
    - Leibeek
    - Leembossenheibeek
    - Goorloop
    - De Laak (Itegem)
      - Huizebeek

    - Bernumse Laak (Hallaar)
    - Bruggeneindse Laak (Hallaar)
    - Bergebeek (Heist-op-den-Berg)
      - Raambeek

    - Oude Molebeek (Heist-op-den-Berg)
    - Herseltse Loop (Booischot)
    - Houtvense Loop (Booischot)
    - Steenkensbeek (Hulshout)
    - Kleine Laak (Hoog-Heultje)
    - Nieuwe loop (Westerlo)
      - Oude loop (Westerlo)

    - Kleine Laak (Herselt) (grens met Westerlo en Geel)
    - Grote Laak (Westerlo)
      - Kleine Laak (Varendonk)
      - Grote Laak (Beverlo)

    - Molse Nete (Geel)
      - Oude Neet (Mol)
      - Molse Nete (Mol)
        - Scheppelijke Neet (Mol)
        - Molse Nete (Lommel)

    - Zeeploop (Bel)
    - Laak (Hulsen)
    - Heiloop (Balen)
    - Asbeek (Balen)
    - Grote Nete (Hechtel)